# Гигантомахия
Гигантомахия в древногръцката митология е великата битка между олимпийските богове и гигантите. Войната започнала след титаномахията, свирепата битка между новите богове и техните стари предшественици титаните, която олимпийците спечелили.
Гея била недоволна от победата на боговете и родила гигантите, които започнали битка със Зевс и олимпийските богове в името на майка си.

## Легендата
След победата над титаните Гея не могла да прости на олимпийските богове поругателството над децата си и родила гигантите. Нищо неподозиращите богове се радвали на новите дни и се наслаждавали на безсмъртието си, докато изведнъж от внезапно разтворилата се земя до тях не дошъл зловонния дъх на гигантите. Тъй като не било по силите им да достигнат боговете, гигантите започнали да мятат по небето всичко, което успеели да докопат и изтръгнат. Според митовете скалите, които гигантите по време на битката мятали по олимпийските богове, са станали острови в Егейско море. Мълниите на Зевс не причинявали вреда на гигантите. Надзъртайки в книгата за предопределенията Зевс научил, че гигантите могат да бъдат победени само от смъртен и накарал Атина да призове Херкулес. Взелият участие герой, убил много гиганти. Аполодор споменава имената на тринадесет гиганти, което е съвсем малка част от 150-те. Херкулес победил Алкионей, който вземал сили от земята; Зевс – Порфирион, Аполон – Ефиалт, Дионис – Еврит, Хеката – Клитий, Хефест – Мимант, Атина стоварила върху Енкелад остров Сицилия, съдрала кожата на още живия Палант и я използвала като нагръдник. Посейдон повалил Полидор, Хермес – Иполит, Артемида – Гратион, мойрите – Агрий и Тоон. Останалите поразил Зевс. Окончателното поражение на гигантите било предопределено след появата на бойното поле на Дионис с тълпи сатири, които вдигнали такъв невъобразим шум, че неудържима паника обзела гигантите и те започнали да бягат и били напълно изтребени от олимпийските богове. С помощта на своите силни оръжия и подкрепата на Херкулес, олимпийските богове потушили бунта, застрашаващ тяхната власт над земята, морето и небето.

## Значение
Гигантомахията се интерпретира като отмъщението на титаните, тъй като властването на гигантите би било по някакъв начин връщане на епохата на титаните.
В основата на гигантомахията (както и на титаномахията) лежи идеята за порядъка в света, въплътен в победата на олимпийските богове над хтоническите сили. На темата за гигантомахията е посветена неголяма поема на римския поет от ІV век Клавдиан. Битката на олимпийците с гигантите е изобразена на фриза на олтара на Зевс в Пергам (ІІ век пр. Хр.).